# 松本光司
松本光司（日语：／ Matsumoto Kōji，1974年6月4日—），日本男性漫畫家。群馬縣出身。城西大学付屬川越高等学校畢業。

## 來歷
1998年、第39回千葉徹彌賞青年部門大賞「她的微笑」得獎、『週刊Young Magazine』（講談社）的新人漫畫家（頒獎時使用本名）。1999年短篇、發表，並在同年9月在『別冊Young Magazine』（講談社）上首次連載作品「サオリ」發表。2000年開始於『週刊Young Magazine』連載「變裝俱樂部」、2002年最為知名的代表作「彼岸島」連載開始。

## 作品
- サオリ - 敘述貧窮畫家直生（暫譯）、有天一位神秘美少女沙織（暫譯）跑來他家中誘惑的情色故事。全1卷。
- 變裝俱樂部（クーデタークラブ） - 「女裝」與「學生運動」的異色作品。於『週刊Young Magazine』上連載（講談社）。全6卷、東立出版。
- 彼岸島（彼岸島） - 於『週刊Young Magazine』上連載（講談社）、台灣東販。描述人類與吸血鬼之間戰爭的恐怖漫畫。第一部「彼岸島」、第二部「彼岸島 最後的47天」、第三部「彼岸島 48天後…」、為只有標題變更的長期連載作品，持續更新中。曾經兩次寫實電影化、廣播劇化、小說化、遊戲化的超人氣作品。也曾數次被翻譯成不同語言，在海外發行出版。

## 助手
- 秋吉イナリ